# Kapökenlöpare
Kapökenlöpare (Cursorius rufus) är en afrikansk fågel i familjen vadarsvalor inom ordningen vadarfåglar. Den förekommer i halvöknar i södra Afrika från Angola och Botswana till Sydafrika. Den minskar i antal men beståndet anses ändå vara livskraftigt.

## Utseende och läten

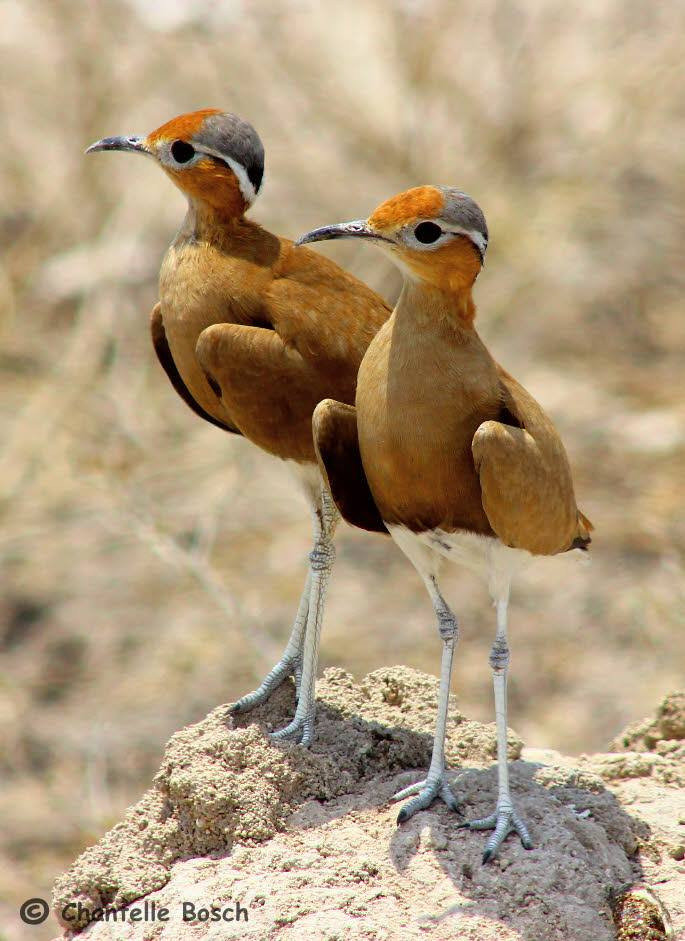
Kapökenlöpare fotograferade i Etosha nationalpark i Namibia.

Kapökenlöparen är med en kroppslängd på 21–23 cm jämnstor med de nära släktingarna somaliaökenlöparen (Cursorius somalensis) och den nordliga ökenlöparen (C. cursor). Den är blekare än savannökenlöparen (C. temminckii) som den delar utbredningsområde med, med blågrå nacke och mindre kontrast mellan ovansida och bröst. Vidare skiljs vita undergumpen från den rostbruna buken åt av ett svart band. I flykten syns en bred vit bakkant på armpennorna, medan undre vingtäckarna är rostfärgade, armpennorna mestadels vita och handpennorna svarta. Lätet är ett hårt och upprepat "wark".

## Utbredning och systematik
Kapökenlöparen förekommer i halvöknar från sydvästra Angola till Namibia, Botswana och Sydafrika. Den behandlas som monotypisk, det vill säga att den inte delas in i några underarter. Fågeln har tidigare behandlats som underart till ökenlöparen.

## Levnadssätt
Kapökenlöparen hittas på torra och sparsamt bevuxna slätter eller i öppna fält. Födan består av insekter, framför allt termitarten Hodotermes mossambicus. Den fångar bytet på marken genom att springa snabbt, stanna och picka. Fågeln häckar under nästan alla av årets månader, men mestadels under torrperioden strax innan regnperioden inleds. Arten är lokalt nomadisk, men rör sig inga längre sträckor.

## Status och hot
Arten har ett stort utbredningsområde och en stor population, men tros minska i antal, dock inte tillräckligt kraftigt för att den ska betraktas som hotad. Internationella naturvårdsunionen IUCN kategoriserar därför arten som livskraftig (LC).

## Namn
Fågeln har på svenska tidigare kallats Burchells ökenlöpare. Det vetenskapliga artnamnet rufus betyder "röd" eller "rödaktig".